# Eparchia di Kanaš
L'eparchia di Kanaš (in russo Канашская епархия?) è una diocesi della Chiesa ortodossa russa, appartenente alla metropolia della Ciuvascia.

## Territorio
L'eparchia comprende i rajon Kanašskij, Kozlovskij, Komsomol'skij, Krasnoarmejskij, Urmarskij, Jal'čikskij e Jantikovskij nella parte occidentale della Ciuvascia.
Sede eparchiale è la citta di Kanaš, dove di trova la cattedrale di San Nicola.
L'eparca ha il titolo ufficiale di «eparca di Kanaš e Belovolzhsky».

## Storia
L'eparchia è stata eretta dal Santo Sinodo della Chiesa ortodossa russa il 4 ottobre 2012, ricavandone il territorio dall'eparchia di Čeboksary, e contestualmente è entrata a far parte della metropolia della Ciuvascia.